# Gnorimoschema valesiella
Gnorimoschema valesiella is een vlinder uit de familie tastermotten (Gelechiidae). De wetenschappelijke naam is voor het eerst geldig gepubliceerd in 1877 door Staudinger.
De soort komt voor in Europa.